# Las Wolność
Las Wolność este o arie protejată (sit de importanță comunitară — SCI) din Polonia întinsă pe o suprafață de 335,29 ha, integral pe uscat.

## Localizare
Centrul sitului Las Wolność este situat la coordonatele 53°43′48″N 17°28′08″E / 53.73°N 17.469°E.

## Înființare
Situl Las Wolność a fost declarat sit de importanță comunitară în octombrie 2009 pentru a proteja un număr necunoscut de specii din flora spontană și fauna sălbatică aflate în arealul zonei.

## Biodiversitate
Situată în ecoregiunea continentală, aria protejată conține 7 habitate naturale: Turbării active, Mlaștini turboase de tranziție și turbării mișcătoare, Păduri de fag Luzulo-Fagetum, Păduri de fag Asperulo-Fagetum, Păduri acidofile de stejar bătrân cu Quercus robur pe câmpii nisipoase, Mlaștini împădurite, Păduri aluvionare cu Alnus glutinosa și Fraxinus excelsior (Alno-Padion, Alnion incanae, Salicion albae).
La baza desemnării sitului se află un număr nedeclarat de specii protejate.